# Zasłonak żółknący

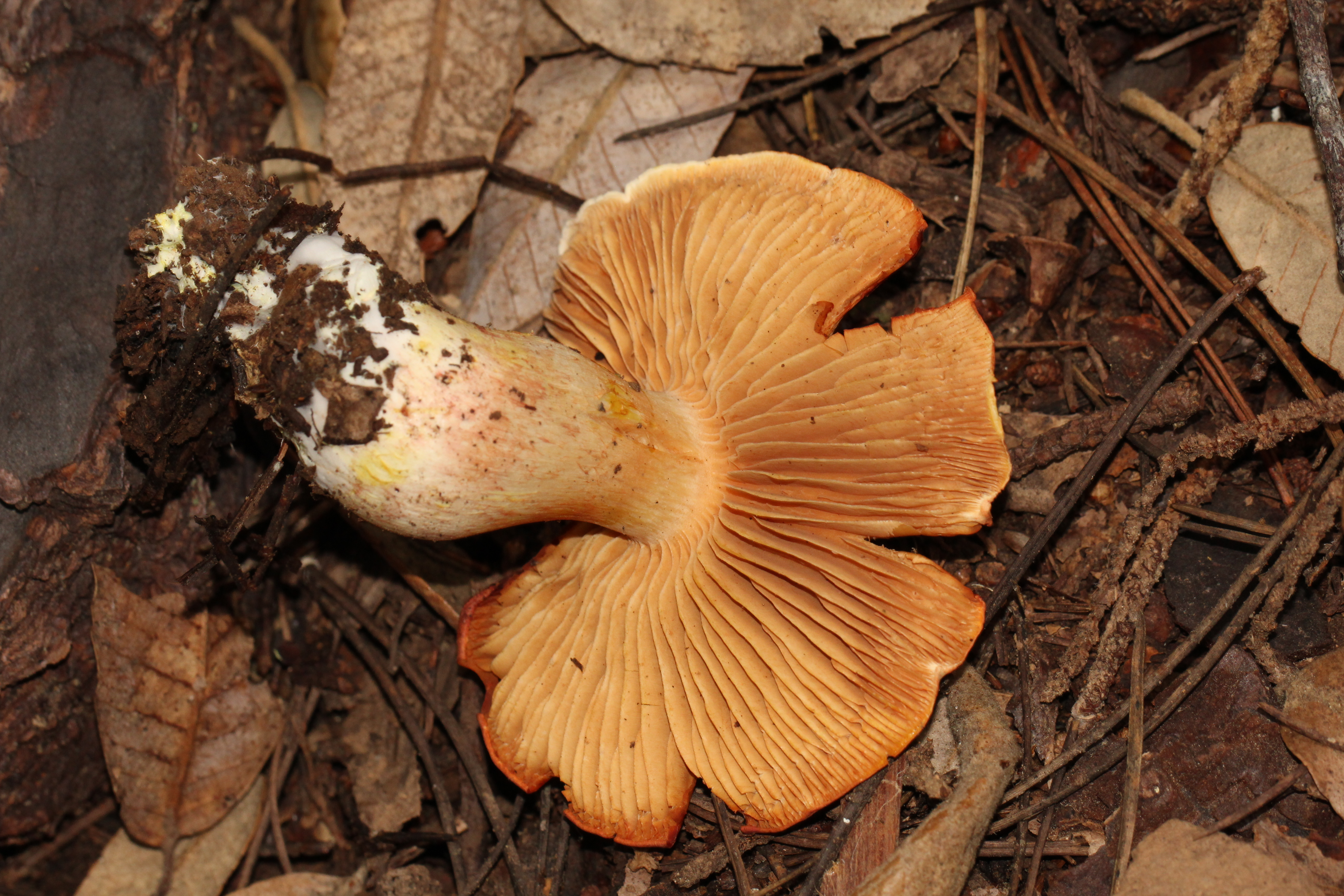
Blaszki i trzon

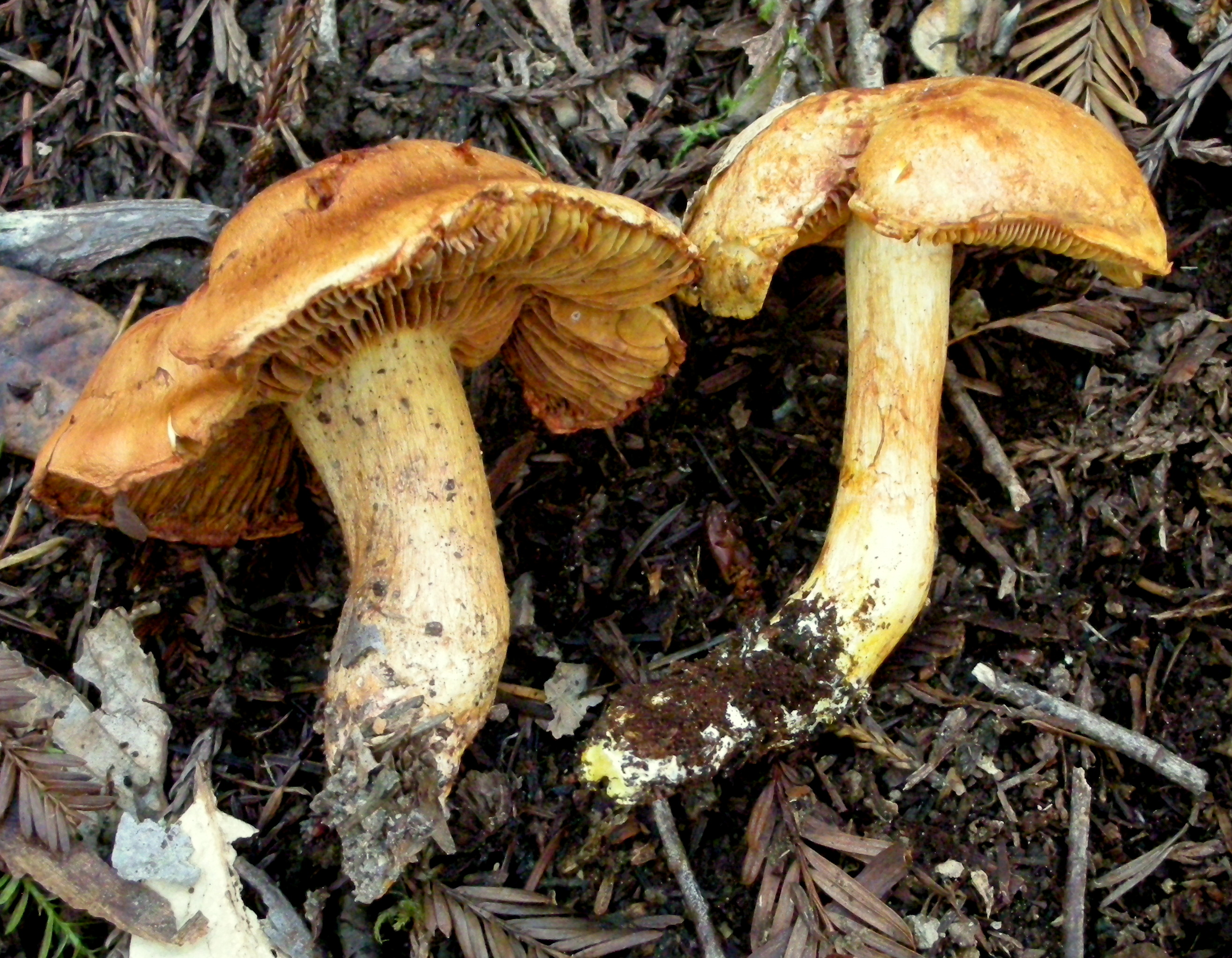
Młodsze owocniki

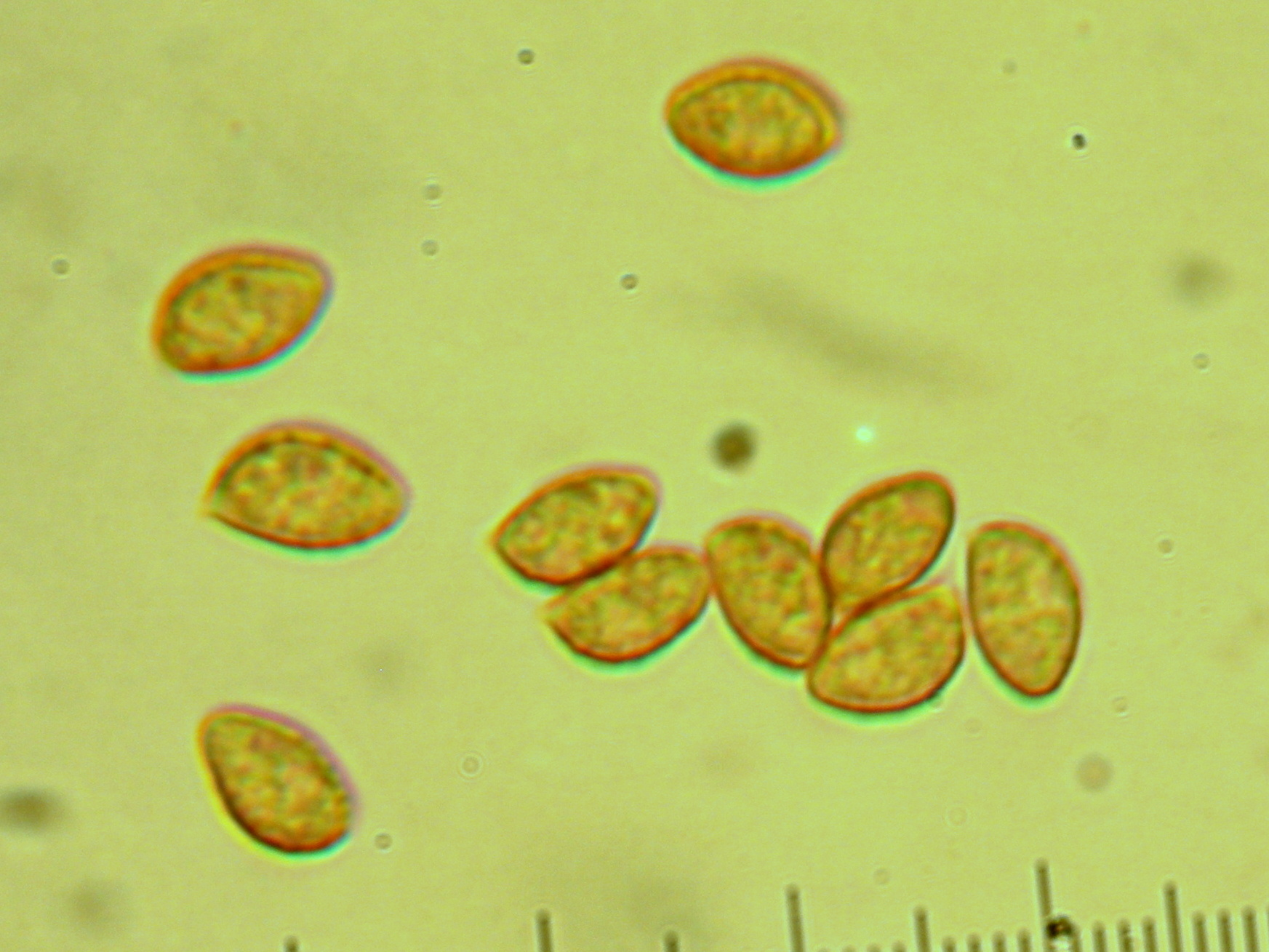
Zarodniki

Zasłonak żółknący (Cystinarius rubicundulus (Rea) Niskanen & Liimat.) – gatunek grzybów należący do rodziny zasłonakowatych (Cortinariaceae).

## Systematyka i nazewnictwo
Pozycja w klasyfikacji według Index Fungorum: Cystinarius, Cortinariaceae, Agaricales, Agaricomycetidae, Agaricomycetes, Agaricomycotina, Basidiomycota, Fungi.
Po raz pierwszy takson ten opisał w 1816 r. Carleton Rea nadając mu nazwę Agaricus rubicundulus. Obecną nazwę nadali mu Tuula Niskanen i Kare Liimatainen w 2022 r.
Synonimy:
- Agaricus rubicundulus Rea 1893
- Cortinarius rubicundulus (Rea) A. Pearson 1946
- Flammula rubicundula (Rea) Rea 1922[2].

Nazwę polską zaproponował Władysław Wojewoda w 2003 r., Andrzej Nespiak w 1975 r. opisywał ten gatunek pod nazwą zasłonak żółkniejący. Obydwie nazwy są niespójne z aktualną nazwą naukową.

## Morfologia
Kapelusz
Średnica 3–8 cm, kształt u młodych owocników półkulisty, później kolejno łukowaty, płaski i płytko zagłębiony lub z tępym garbem. Brzeg początkowo silnie podwinięty, potem równy, gładki i ostry. Powierzchnia pomarańczowobrązowa z drobnymi, przylegającymi włókienkami.
Blaszki
Szeroko przyrośnięte, wąskie. U młodych owocników są białawe, potem oliwkowoochrowe, w końcu o kolorze kawy z mlekiem. Ostrza gładkie, miejscami białawe.
Trzon
Wysokość 4–5 cm, grubość 1–3 cm, walcowaty, beczułkowaty lub wrzecionowaty, początkowo pełny, później pusty. Powierzchnia górą kremowa, dołem żółtawa, pokryta pomarańczowoczerwonymi pozostałościami zasnówki.
Miąższ
Gruby, białawy, po uszkodzeniu żółknący. Smak gorzki, zapach niewyraźny.
Cechy mikroskopowe
Skórka zbudowana z nitkowatych, septowanych strzępek z ochrowym pigmentem. Na ostrzach blaszek występują podłużne, wrzecionowate, żółte cystydy. Podstawki 4–zarodnikowe. Zarodniki rozmiarach 7,5–8 × 3,5–4,5 μm, lekko brodawkowate, ochrowe, migdałowate lub cytrynowate. Wysyp zarodników rdzawobrązowy.
Gatunki podobne
Charakterystyczną cechą tego gatunku jest zmiana barwy z wiekiem: młode owocniki są żółtawe, starsze nabierają odcieni czerwonych. Charakterystyczną cechą jest także żółknięcie miąższu po uszkodzeniu. Podobny jest zasłonak krępy (Cortinarius crassus), ale różni się brakiem pomarańczowych odcieni i jego miąższ nie żółknie po uszkodzeniu. Zasłonak rudy (Cortinarius orellanus) różni się czerwonawymi ostrzami blaszek, bardziej wydłużonymi zarodnikami i nieżółknącym po uszkodzeniu miąższem.

## Występowanie i siedlisko
Podano stanowiska tego gatunku w Ameryce Północnej, Europie i Japonii. W Europie występuje od Hiszpanii po Półwysep Skandynawski, brak informacji o występowaniu w Europie Wschodniej. W Polsce do 2003 r. podano tylko jedno stanowisko (S. Domański, Zakopane, Księży Las, 1997).
Rośnie na ziemi, w lasach liściastych, iglastych i mieszanych. Owocniki wytwarza od sierpnia do października.

## Znaczenie
Żyje w mykoryzie z drzewami. Grzyb niejadalny.